# Kutsuki Masatsuna

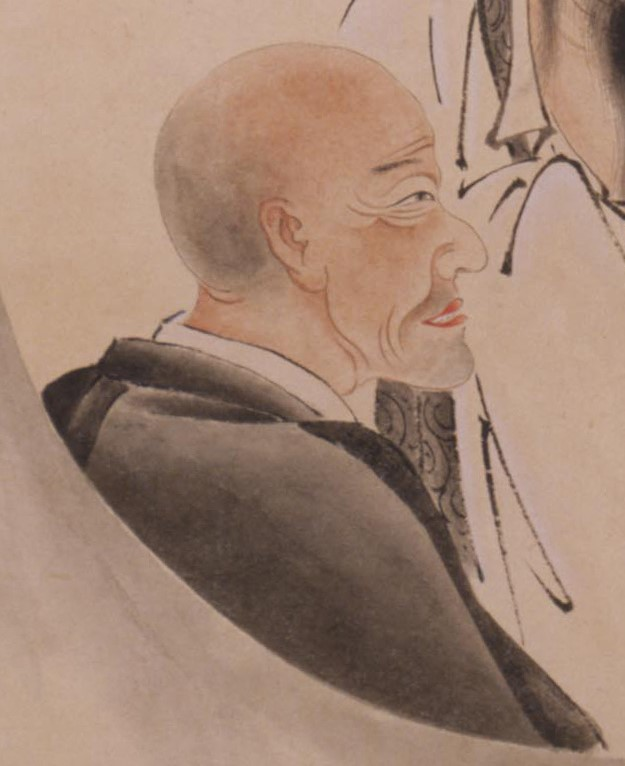
Kutsuki Masatsuna

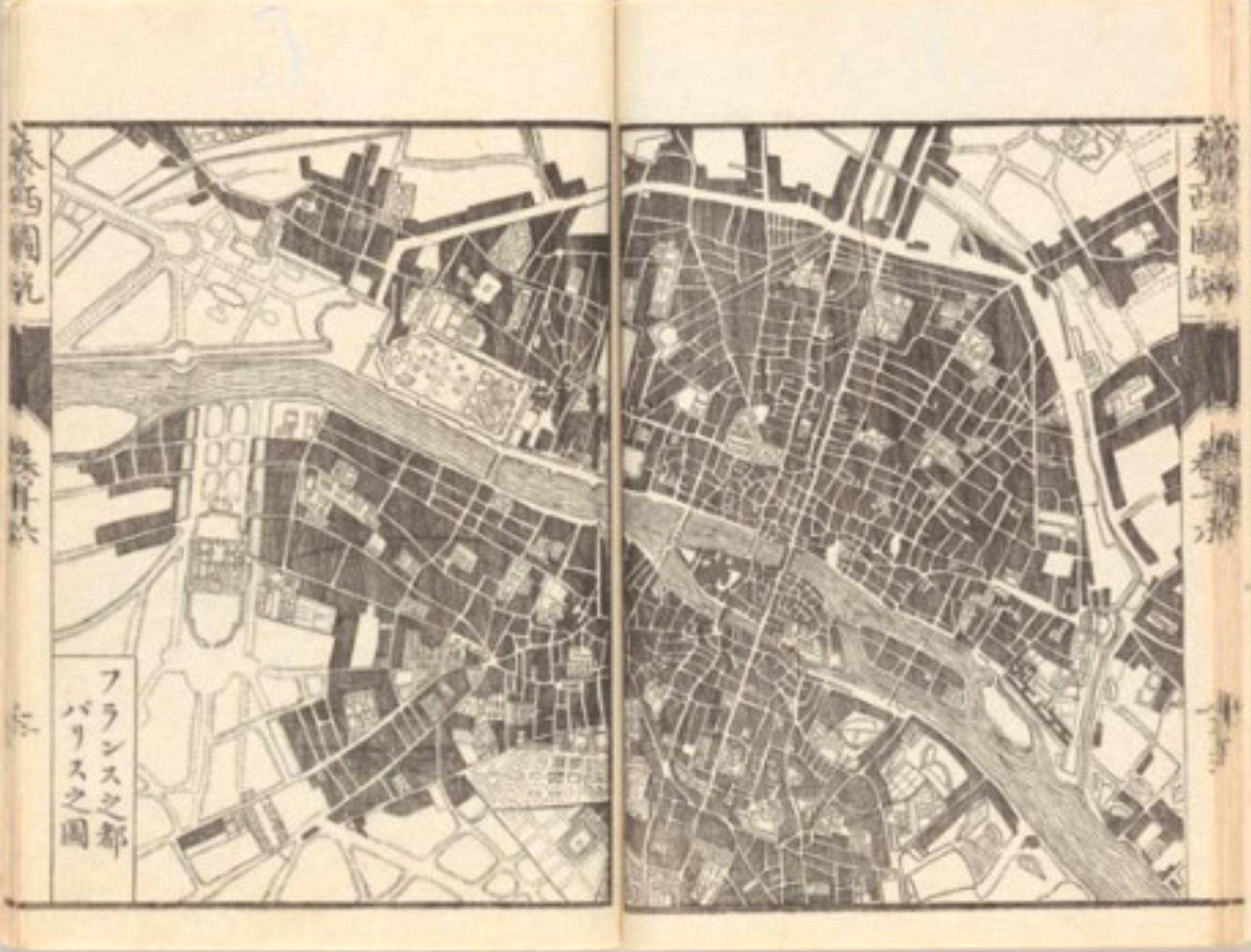
Paris

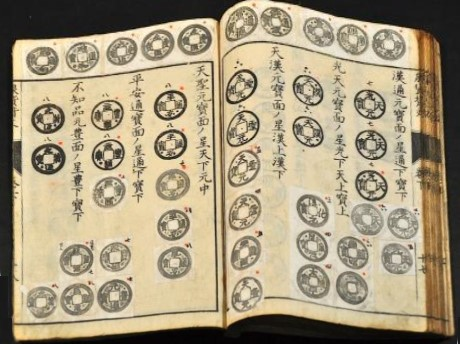
Münzkatalog

Kutsuki Masatsuna (japanisch 朽木 昌綱; geboren 5. März 1750 in Fukuchiyama (Provinz Tamba); gestorben 18. Mai 1802 daselbst) war ein japanischer Daimyō und Übersetzer.

## Leben und Wirken
Kutsuki Masatsuna war Daimyō und regierte von Fukuchiyama aus die Provinz Tamba, heute ein Teil der Präfektur Kyōto. Er führte das „Go“ Ryūkyō (龍橋) – „Drachenbrücke“ und Okinokami (隠岐守) oder Samon (左門) genannt. Er ist bekannt als Gelehrter der niederländischen Studien (Rangaku) und als Forscher alter Münzen. Er studierte Rangaku bei Maeno Ryotaku und gehört zu den frühen Rangaku-Gelehrten wie Sugita Gempaku (1733–1817), Nakagawa Jun’an (1739–1786), Katsuragawa Hoshū (1751–1809) und Ōtsuki Gentaku (1757–1817). Darüber hinaus hatte er Kontakt zu den niederländischen Handelshauschefs auf Dejima, Hendrik Godfried Duurkoop (1736–1778), Isaac Titsingh (1745–1812), Arend Willem Feith und anderen.
Es ist insbesondere bekannt, dass Kutsuki Ōtsuki Gentaku unterstützte, als dieser nach Nagasaki ging, um dort zu studieren. Kutsuki konzentrierte sich auf die westliche Geographie. Er übersetzte das „Museum geographicum“ von Johann Hübner (1668–1731) und veröffentlichte es 1789 als „Taisei Yochi zusetsu“ (泰西輿地図説) – etwa  „Weltatlas mit Erläuterungen“ zusammen mit Arai Shōjurō (荒井 庄十郎), einem Dolmetscher aus Nagasaki. Er sammelte alte Münzen und stellte seine eigene Sammlung „Shinsen semfu“ (新撰銭譜) – „Neue Auswahl von Münzen“ – und „Wakan kojin izumi kakan“ (和漢古今泉貨鑑) – etwa „Japanisch-chinesische alte und neue Münzen“ – zusammen.
Kutsuki lernte auch die von Katagiri Sekishū (片桐 石州; 160–51673) begründete Sekishū-(石州流)-Teezeremonie von Matsudaira Harusato (松平 治郷; 1751–1818), der sich auch „Fumai“ (不昧) nannte, und nahm dafür den Namen „Fumian Sōhi“ (不見庵宗非) an. Zu Kutsukis Schülern zählen Suzuki Sōtoku (鈴木 宗得) und Arima Ryochiku (有馬 涼竹) und andere.